# Ormsby B. Thomas

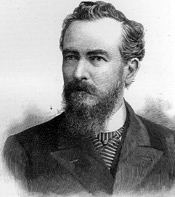
Ormsby B. Thomas

Ormsby Brunson Thomas (* 21. August 1832 in Sandgate, Vermont; † 24. Oktober 1904 in Prairie du Chien, Wisconsin) war ein US-amerikanischer Politiker. Zwischen 1885 und 1891 vertrat er den Bundesstaat Wisconsin im US-Repräsentantenhaus.

## Werdegang
Im Jahr 1836 zog Ormsby Thomas mit seinen Eltern nach Wisconsin. Er besuchte die Schulen seiner neuen Heimat und kehrte dann nach Vermont zurück, um seine Ausbildung am Burr Seminary in Manchester fortzusetzen. Nach einem anschließenden Jurastudium an der National Law School in Poughkeepsie (New York) und seiner 1856 erfolgten Zulassung als Rechtsanwalt begann er in Prairie du Chien (Wisconsin) in diesem Beruf zu arbeiten. Im dortigen Crawford County wurde er Bezirksstaatsanwalt. Während des Bürgerkrieges war Thomas Hauptmann in einer Infanterieeinheit aus Wisconsin. Politisch war er Mitglied der Republikanischen Partei. In den Jahren 1862, 1865 und 1867 wurde er in die Wisconsin State Assembly gewählt; von 1880 bis 1881 gehörte er dem Staatssenat an.
Bei den Kongresswahlen des Jahres 1884 wurde Thomas im siebten Wahlbezirk von Wisconsin in das US-Repräsentantenhaus in Washington, D.C. gewählt, wo er am 4. März 1885 die Nachfolge des Demokraten Gilbert M. Woodward antrat. Nach zwei Wiederwahlen konnte er bis zum 3. März 1891 drei Legislaturperioden im Kongress absolvieren. Von 1889 bis 1891 war er Vorsitzender des Ausschusses, der sich mit Kriegsentschädigungen befasste. Bei den Wahlen des Jahres 1890 unterlag Thomas dem Demokraten Frank P. Coburn.
Nach seinem Ausscheiden aus dem US-Repräsentantenhaus arbeitete Ormsby Thomas wieder als Anwalt in Prairie du Chien. Dort ist er am 24. Oktober 1904 auch verstorben.